# Oreco
Valdemar Rodrigues Martins (Santa Maria, Brasil, 13 de junio de 1932-Ituverava, Brasil, 3 de abril de 1985), más conocido como Oreco, fue un futbolista brasileño que jugaba como lateral izquierdo.

## Fallecimiento
Murió el 3 de abril de 1985 de un ataque al corazón mientras jugaba un partido de veteranos, a la edad de 52 años.

## Selección nacional
Fue internacional con la selección brasileña en 10 ocasiones. Formó parte de la selección campeona del mundo en 1958, sin jugar ningún partido.

### Participaciones en Copas del Mundo
| Mundial                        | Sede   | Resultado | Partidos | Goles |
| ------------------------------ | ------ | --------- | -------- | ----- |
| Copa Mundial de Fútbol de 1958 | Suecia | Campeón   | 0        | 0     |

### Participaciones en Copas América
| Copa                         | Sede | Resultado  |
| ---------------------------- | ---- | ---------- |
| Campeonato Sudamericano 1957 | Perú | Subcampeón |

## Clubes
| Club                        | País           | Año       |
| --------------------------- | -------------- | --------- |
| Internacional (Santa Maria) | Brasil         | 1949      |
| Internacional               | Brasil         | 1950-1957 |
| Corinthians                 | Brasil         | 1957-1965 |
| Millonarios                 | Colombia       | 1965-1967 |
| Toluca                      | México         | 1967-1968 |
| Dallas Tornado              | Estados Unidos | 1969-1971 |

## Palmarés

### Campeonatos regionales
| Título                                  | Club          | País   | Año  |
| --------------------------------------- | ------------- | ------ | ---- |
| Campeonato de la Ciudad de Porto Alegre | Internacional | Brasil | 1950 |
| Campeonato Gaúcho                       | Internacional | Brasil | 1950 |
| Campeonato de la Ciudad de Porto Alegre | Internacional | Brasil | 1951 |
| Campeonato Gaúcho                       | Internacional | Brasil | 1951 |
| Campeonato de la Ciudad de Porto Alegre | Internacional | Brasil | 1952 |
| Campeonato Gaúcho                       | Internacional | Brasil | 1952 |
| Campeonato de la Ciudad de Porto Alegre | Internacional | Brasil | 1953 |
| Campeonato Gaúcho                       | Internacional | Brasil | 1953 |
| Campeonato de la Ciudad de Porto Alegre | Internacional | Brasil | 1955 |
| Campeonato Gaúcho                       | Internacional | Brasil | 1955 |

### Campeonatos nacionales
| Título                       | Club           | País           | Año  |
| ---------------------------- | -------------- | -------------- | ---- |
| Primera División             | Toluca         | México         | 1967 |
| Primera División             | Toluca         | México         | 1968 |
| North American Soccer League | Dallas Tornado | Estados Unidos | 1971 |

### Copas internacionales
| Título                  | Selección | Sede             | Año  |
| ----------------------- | --------- | ---------------- | ---- |
| Campeonato Panamericano | Brasil    | Ciudad de México | 1956 |
| Copa Mundial de Fútbol  | Brasil    | Suecia           | 1958 |